# Teatr Młodych
Teatr Młodych – prywatny teatr w Gdańsku, założony 13 maja 2021 roku przez Magdalenę i Macieja Nitka. Mieści się przy Akademii Artystycznej w Gdańsku. Przez 8 lat wcześniej (17.11.2013 r. do 13.05.2021r.) funkcjonował jako Kolektyw Aka Artyst.
Teatr Młodych to teatr tańca, musicale, koncerty, teatr akrobatyczny, powietrzny, kuglarstwo, teatr ognia, teatr uliczny. Projektuje i wykonuje kostiumy i  scenografię do spektakli. Jest twórcą autorskich musicali: Kosmos, Co Ty Powiesz. W przygotowaniu jest Musical Belweder Antropon. Premiera zapowiedziana jest na rok 2022 r.
"Misją Teatru Młodych jest niesienie Światła, Miłości, Wiary, Nadziei, Miłosierdzia, człowieczeństwa, Prawdy całym szaleństwem Piękna, wszystkimi Darami, talentami, jakie posiadają wybrani młodzi."

## Twórcy i artyści
Reżyserem, scenarzystą i kostiumografem wszystkich sztuk wystawianych przez Teatr Młodych jest Magdalena Nitka. Za scenografię do spektakli odpowiedzialny jest Maciej Nitka. Managerem projektów jest Karolina Potakowska – prezes Fundacji 180 stopni. Muzykę do spektakli tworzyli m.in. Michał Ciesielski (Co Ty Powiesz, 2019), Adam Pietrzak (Kosmos, 2018, Belweder Antropon, 2022), Wokalną aranżację do spektakli przygotowali: Krzysztof Majda, Karolina Adamiak-Pruś, Paulina Stekla-Grochowska. Balet Teatru Młodych tworzą ludzie wszechstronnie uzdolnieni – aktorzy, tancerze, akrobaci, wokaliści, kuglarze.

## Spektakle
Teatr Młodych swoje sztuki wystawił na scenach teatrów m.in. takich jak: Gdański Teatr Szekspirowski, Teatr Muzyczny w Poznaniu, Centrum Kulturalno-Kongresowe Jordanki w Toruniu.
Musicale:
- Oliver Twist, 2015,
- Król Lew, 2017,
- Kosmos, 2018,
- Co Ty Powiesz, 2019,
- Belweder Antropon, 2022,

Spektakle:
- Poruszenie, 2014,
- Bang!, 2014,
- Rewers, czyli  sztuka moja, 2014,
- ŻycieNie, 2016,
- W krainie Ziombelków, 2019,
- Lustro, 2017,
- Krańce, 2016.